# توماس دبليو. فارلي
توماس دبليو. فارلي (بالإنجليزية: Thomas W. Farley)‏ هو شخصية أعمال أمريكي، ولد في 1975 في نيويورك في الولايات المتحدة.